# Герцлиб, Вильгельмина
Кристиана Фридерика Вильгельмина Герцлиб (нем. Christiane Friederike Wilhelmine Herzlieb, Минна или Минхен Герцлиб; 22 мая 1789, Цюллихау, — 10 июля 1865, Гёрлиц) — немецкая издательница. Некоторые исследователи считают, что Минна Герцлиб является прототипом Оттилии из «Избирательного сродства» Иоганна Вольфганга Гёте.
Оставшись сиротой, Минна воспитывалась в доме издателя Карла Эрнста Фридриха Фромана в Йене. В 1807 году Вильгельмина Герцлиб приехала в Веймар, где познакомилась с Гёте, посвятившим ей многочисленные сонеты.
Её брак с йенским профессором Карлом Вильгельмом Вальхом оказался роковым. От душевных страданий Минна потеряла рассудок и умерла в гёрлицской лечебнице 10 июля 1865 года.